# Галерея деревянной скульптуры Георгия Короткова
Галерея деревянной скульптуры Георгия Короткова — музей, основанный 1997 года в Мариуполе.

## История

Георгий Иосифович Коротков

Музей открыт в 1997 году в доме, где раньше жил мастер по резьбе по дереву Георгий Иосифович Коротков.
В 2010 году экспонаты перемещены в Приазовский государственный технический университет.

## Экспозиция
В галерее находится 65 работ Короткова.
Музей гордится барельефом «Великий путь греков в Приазовье», который создавался около 7 лет. На открытии этой работы находился генеральный консул Греции на Украине Василиос Симантаракис, который восхитился этим барельефом. За эту работу Георгия Иосифовича наградили медалью Митрополита Игнатия и грамотой греков Приазовья.
В музее 4 барельефа:
- «Великий путь греков в Приазовье».
- «Куликовская битва».
- «Тайная вечеря».
- «Положение в гроб Христа». Эту работу мастер сделал после инфаркта[2].

В галерее 6 скульптур:
- Скульптура Александра Невского.
- Скульптура Александра Пушкина.
- Скульптура Сергия Радонежского.
- Скульптура Георгия Победоносца.
- Скульптура воина князя Игоря.
- Резной автопортрет.

## Мнения критиков
Украинский литератор Борис Олейник сказал про музей:
Своими уникальными работами Георгий Иосифович с благословения Господа прославил не только Мариуполь, но и всю Украину.